# Georgi Benkowski
Georgi Benkowski, bułg. Георги Бенковски, właściwie Gawrił Gruew Chłytew, bułg. Гаврил Груев Хлътев (ur. między 1841 a 1844 w Kopriwszticy, zm. 12 maja 1876 w Ribaricy) – bułgarski działacz niepodległościowy, jeden z organizatorów i przywódców powstania kwietniowego.

## Życiorys
Urodził się w niezamożnej rodzinie kupieckiej. Z powodu śmierci ojca w 1848 roku zmuszony był zakończyć edukację w trzeciej klasie w lokalnej szkole podstawowej i rozpocząć naukę rzemiosła – krawiectwa. W 1866 roku był już renomowanym krawcem i handlował w Azji Mniejszej. W tym okresie życia wiele podróżował, odwiedzając między innymi Izmir, Stambuł, Anatolię, a także Egipt. W 1875 roku dotarł do Bukaresztu, gdzie związał się z bułgarskim ruchem niepodległościowym. W lecie tego samego roku włączył się do grupy spiskowców kierowanej przez Stojana Zaimowa planujących podpalenie Stambułu i zabójstwo sułtana Abdülaziza w celu zwrócenia uwagi europejskich mocarstw na sprawę Bułgarii i zainicjowania powstania narodowego. W Stambule otrzymał paszport Polaka Antoniego Bieńkowskiego. Później zmienił imię na Georgi, uprościł nazwisko i w tej wersji przeszedł do historii. Z uwagi na niepowodzenie spisku Zaimowa Benkowski powrócił do Rumunii, gdzie kontynuował działania na rzecz wybuchu powstania. Komitet powstańczy w Giurgiu skierował go do IV okręgu powstańczego w Płowdiwie do pomocy „apostołowi” (agitatorowi) Panajotowi Wołowowi. Wybitne zdolności organizacyjne Benkowskiego spowodowały, że Wołow odstąpił mu później tytuł głównego „apostoła”.
20 kwietnia 1876 roku wybuchły walki w Kopriwszticy. Benkowski znajdował się wówczas w Panagjuriszte, gdzie szybko sformował konny oddział zbrojny (czetę) i podjął walkę z regularnymi wojskami osmańskimi. Zaangażował w powstanie wiele osób, między innymi Rajnę Kniaginię. Agitacja i działania zbrojne prowadzone przez czetę Benkowskiego odegrały kluczową rolę w przebiegu powstania.
Po stłumieniu walk przez znacznie silniejszą i lepiej uzbrojoną armię turecką, Benkowski wraz z resztą powstańców zbiegł w góry Stara Płanina. 12 maja 1876 na skutek zdrady wpadł w zasadzkę zorganizowaną koło wsi Ribarica (gmina Tetewen w obwodzie Łowecz) i otrzymał śmiertelny postrzał podczas próby sforsowania mostu. Z całego oddziału uratował się jedynie Zachari Stojanow.
Rodzinny dom Benkowskiego w Kopriwszticy, zbudowany w 1831 roku, jest obecnie jednym z domów-muzeów. W tym samym mieście znajduje się również pomnik Benkowskiego.